# Stadio Hidalgo
Lo stadio Hidalgo (in spagnolo Estadio Hidalgo), soprannominato El Huracán, è un impianto calcistico messicano situato a Pachuca, nello stato di Hidalgo. Inaugurato nel 1993, ospita le gare casalinghe del Pachuca. È intitolato a Miguel Hidalgo y Costilla, considerato l'iniziatore della Guerra d'indipendenza del Messico.

## Storia
Lo stadio fu inaugurato il 14 febbraio 1993 e divenne la nuova sede degli incontri casalinghi del Pachuca, precedentemente ospitati dallo Stadio Revolución Mexicana. La partita inaugurale venne giocata contro il Pumas UNAM che vinse 2-0.
Nel 2009 venne approvato per ospitare alcuni incontri del Campionato mondiale di calcio Under-17 2011, subendo una modernizzazione per quanto riguarda l'impianto di illuminazione ed il parcheggio, oltre alla rimozione delle reti sugli spalti.